# Sea Cat

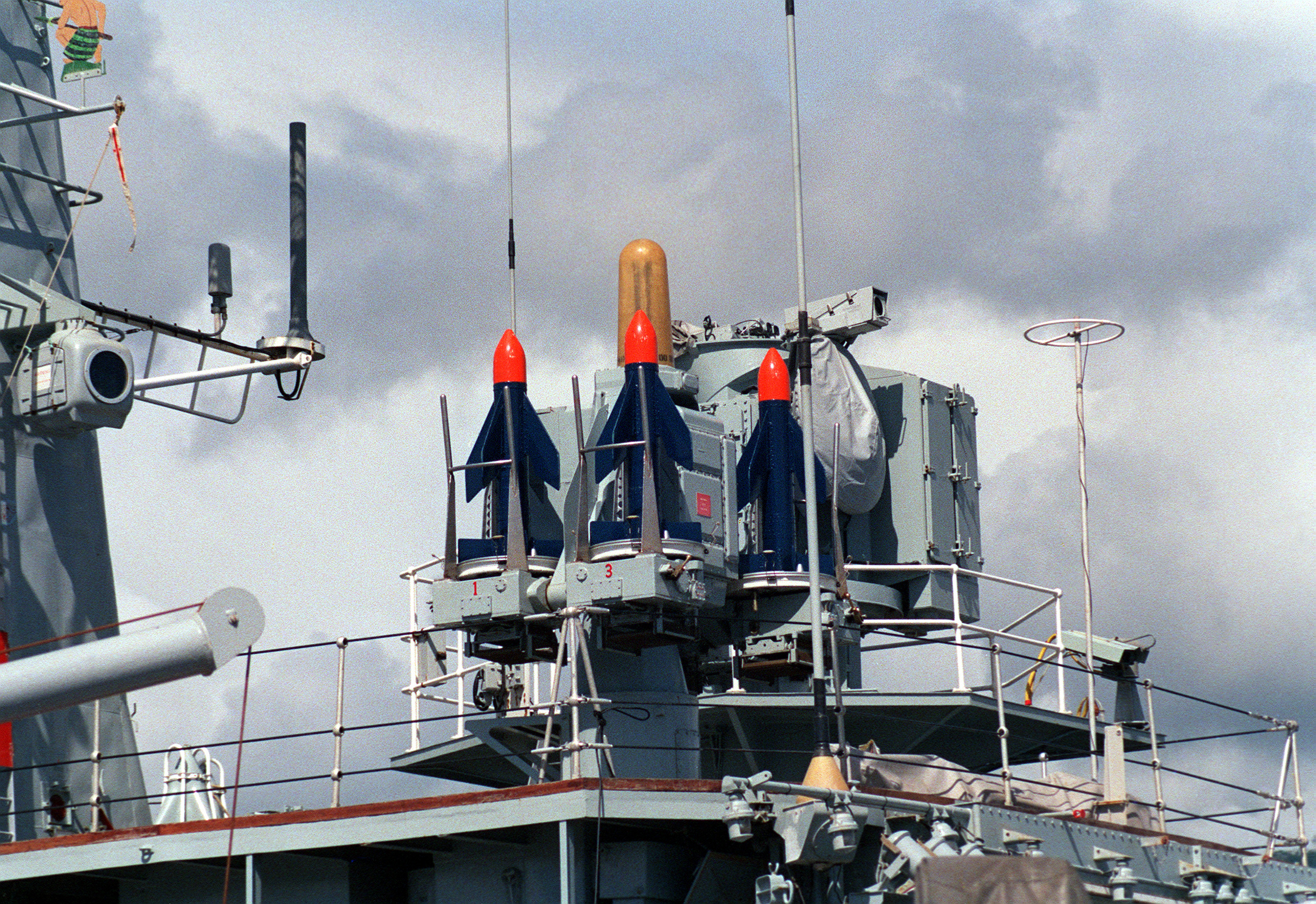
Sea Cat aan boord van HMNZS Wellington

De Sea Cat is een Britse luchtdoelraket voor de korte afstand.
De Sea Cat werd door de Royal Navy in gebruik genomen in het begin van de jaren tachtig voor de nabije luchtverdediging van de torpedobootjagers van de Countyklasse en de fregatten van de Leanderklasse (Improved Type 12). Later werd de raket ook geplaatst aan boord van de oudere fregatten van de Rothesayklasse (Type 12) en in de jaren zeventig nog aan boord van de fregatten van de Amazonklasse (Type 21).
De Sea Cat is naar diverse landen geëxporteerd. De Nederlandse Koninklijke Marine gebruikte de Sea Cat aan boord van de fregatten van de Van Speijkklasse, halfzusterschepen van de Leanderklasse.
Van de Sea Cat bestaat ook een variant die is aangepast voor gebruikt vanaf het land: de Tigercat.
De Sea Cat werd deels elektronisch, deels visueel naar het doel geleid. Het maximale bereik bedroeg ongeveer 3,5 kilometer. De Sea Cat is in de jaren tachtig bij de Royal Navy vervangen door de Sea Wolf.